# Conflicte entre humans i fauna salvatge

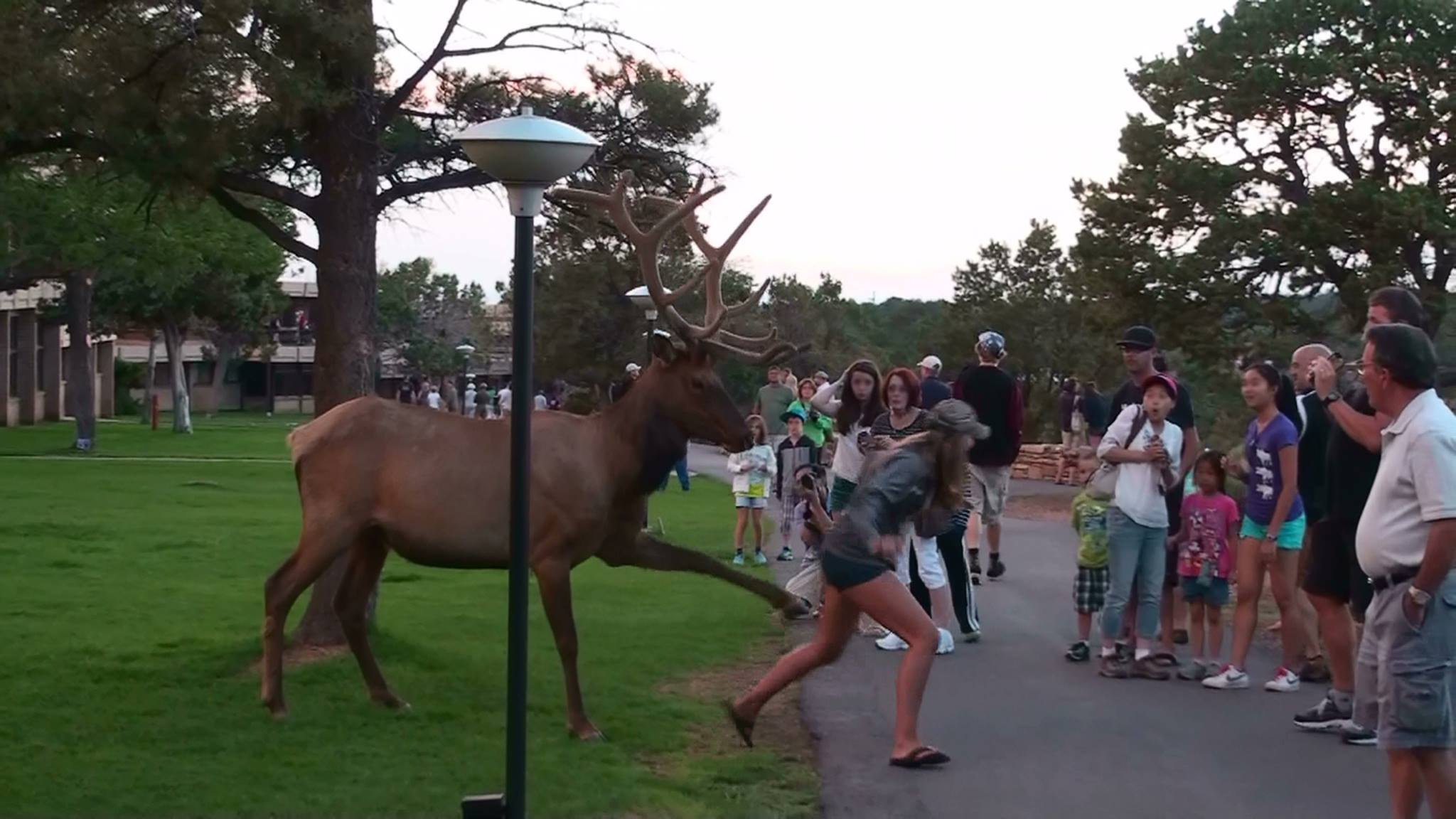
El Parc Nacional del Gran Canyó rep milions de visitants cada any i alberga una població de uapitís de les muntanyes Rocoses. De vegades, les interaccions entre els éssers humans i els uapitís acaben provocant lesions.

El conflicte entre els éssers humans i els animals salvatges (en anglès: Human–wildlife conflict o HWC) es refereix a la interacció entre la fauna salvatge i els éssers humans, així com el seu impacte negatiu sobre la gent, els animals, els recursos i els hàbitats. Es produeix quan el creixement de les poblacions humanes envaeix el territori establert dels animals salvatges, de manera que competeixen per l'espai i els recursos. Entre les conseqüències del conflicte hi ha la mort o lesions dels éssers humans i els animals salvatges, la depredació del bestiar i la degradació de l'hàbitat. El conflicte entre els éssers humans i els animals salvatges és una qüestió global que afecta tant zones rurals com zones urbanes.
Anteriorment, les estratègies de mitigació del conflicte es basaven en el control letal, el trasllat, la regulació de la mida de les poblacions i la conservació de les espècies amenaçades. Recentment s'han desenvolupat enfocaments interdisciplinaris a la resolució de conflictes, entre els quals hi ha l'aplicació de la recerca científica, els estudis sociològics i les arts a la reducció de conflictes. El conflicte entre els éssers humans i els animals salvatges té conseqüències directes i indirectes sobre totes les parts implicades, de manera que mitigar-lo és una prioritat important en la gestió de la biodiversitat i les zones protegides.
Molts països comencen a incloure explícitament els conflictes humans-fauna salvatge en les polítiques i estratègies nacionals per a la gestió, el desenvolupament i la reducció de la pobresa. A nivell nacional, és clau la col·laboració intersectorial entre la gestió forestal, la medi-ambiental, l'agricultura, la ramaderia i altres sectors rellevants.

## Definició
El Fons Mundial per a la Natura (WWF) defineix el conflicte entre els éssers humans i la fauna salvatge com «qualsevol interacció entre humans i fauna salvatge que doni lloc a impactes negatius en la vida social, econòmica o cultural humana, en la conservació de les poblacions de vida salvatge o sobre el medi ambient.» El taller Generant Coexistència (en anglès Creating Co-existence) del V Congrés Anual de Parcs Mundials (8-17 de setembre de 2003, Montreal) va definir el conflicte entre humans i fauna salvatge en el context dels objectius humans i les necessitats dels animals de la manera següent: «el conflicte entre humans i la vida salvatge es dona quan les necessitats i el comportament de la fauna salvatge impacten negativament en els objectius dels humans o quan els objectius dels humans afecten negativament les necessitats de la vida salvatge.»
El Grup de Treball sobre Conflictes entre éssers humans i fauna salvcatge de la UICN descriu aquests conflictes com litigis que sorgeixen quan la presència o el comportament de la vida salvatge suposa una amenaça real o percebuda, directa i recurrent per als interessos o les necessitats humanes, que condueix a desacords entre grups de persones i impactes negatius. sobre persones i /o la vida salvatge.

## Història
Les interaccions entre les persones i la fauna salvatge s'han produït al llarg de la prehistòria de l'home i de la història escrita. Entre les primeres formes de conflicte entre la vida salvatge i la humanitat hi ha la depredació dels avantpassats de l'home prehistòric per part de diversos depredadors del Miocè com ara tigres de dents de sabre, lleopards i hienes tacades.
Les restes fòssils dels primers homínids mostren evidències de depredació. El nen de Taung, el crani fossilitzat d'un jove Australopithecus africanus, es dona per fet que va ser mort per una àguila. Els investigadors van inferir aquesta hipòtesi a partir de les diferents marques trobades en el crani i pel fet que el fòssil va ser trobat entre closques d'ou i restes de petits animals.
Un cocodril amb banyes del Pliocè-Plistocè, el Crocodylus anthropophagus, les restes fòssils del qual van ser trobades a la gorja d'Olduvai, va ser el depredador més gran que va trobar l'home prehistòric, tal com indiquen les restes dels espècimens d'homínids que conserven marques de mossegada de cocodril d'aquests llocs.

## Exemples de Conflictes entre Humans i Fauna Salvatge

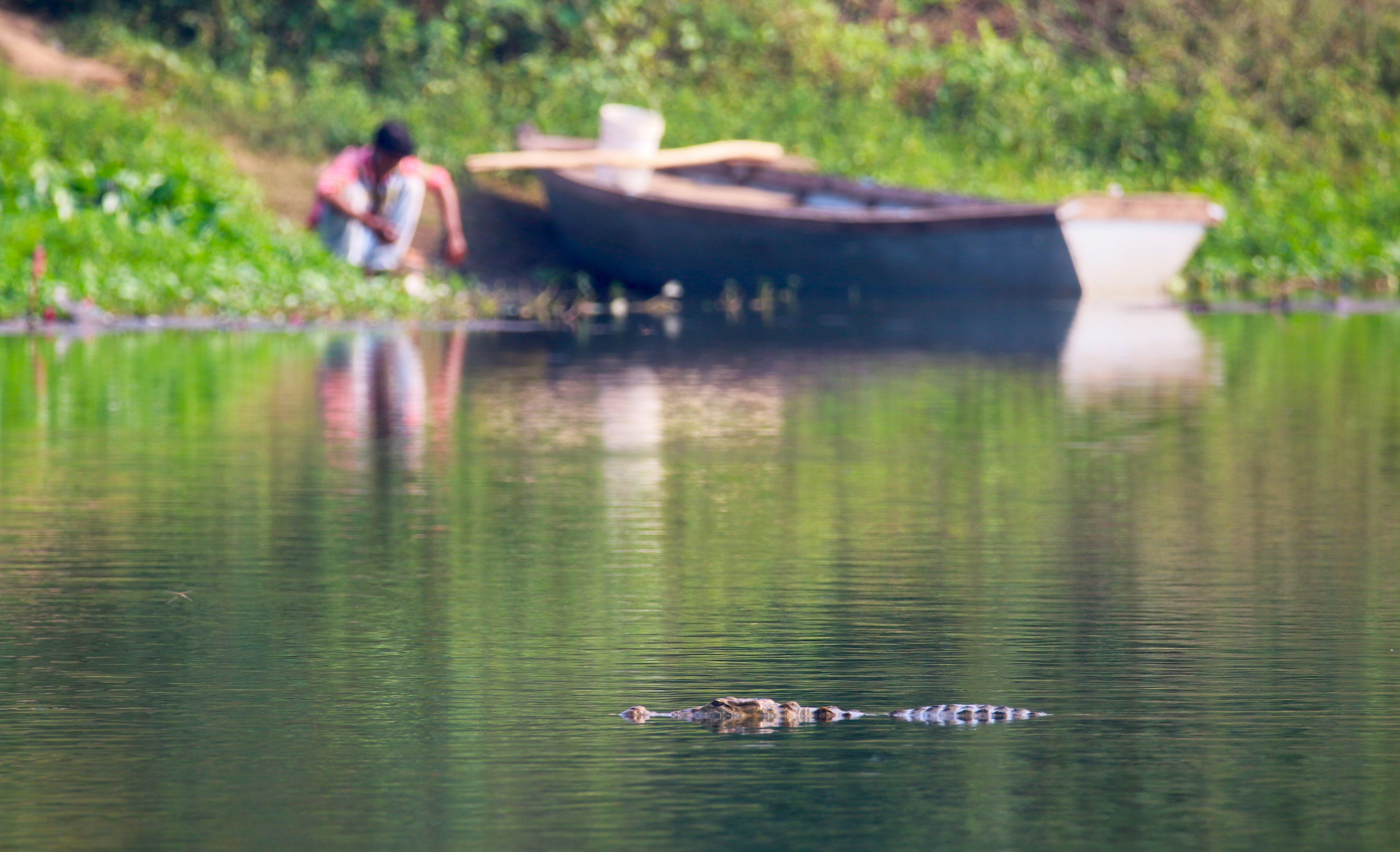
L'ús simultani dels recursos hídrics per part dels humans i dels cocodrils crea ocasions per al conflicte entre la vida humana i la vida salvatge

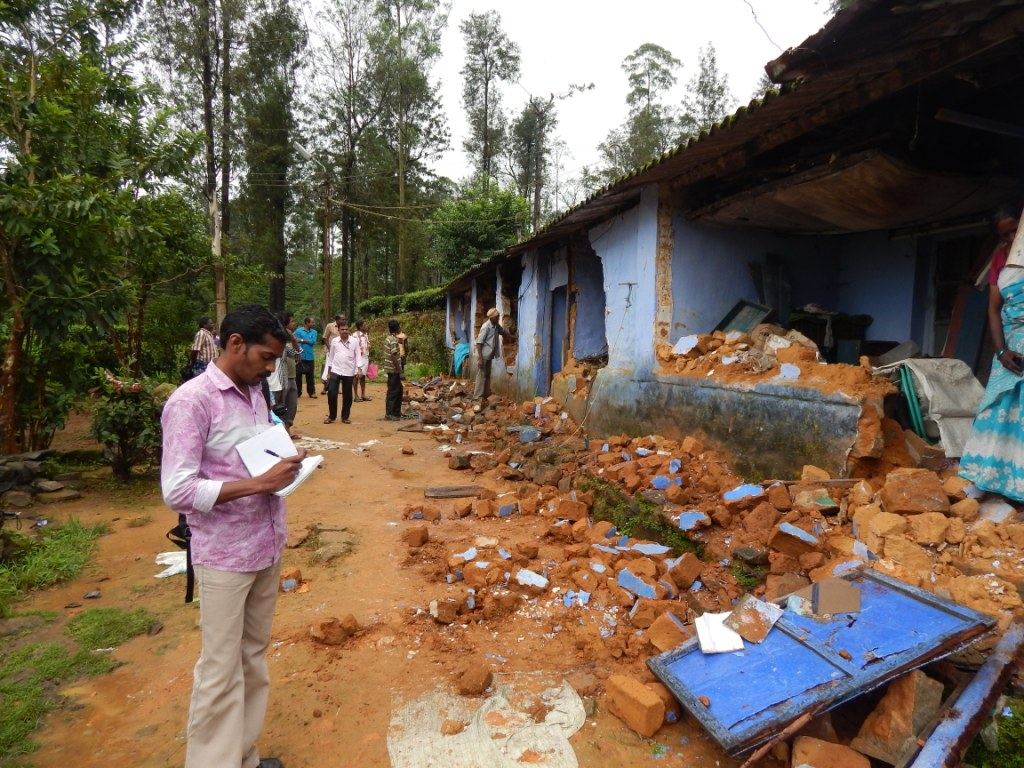
Danys a les cases provocats per elefants asiàtics

### Àfrica
Com a continent tropical amb un desenvolupament antropogènic substancial, l'Àfrica és una àrea d'especial interès per a la biodiversitat i, per tant, per al conflicte entre humans i fauna. Dos dels principals exemples de conflicte a l'Àfrica són els depredadors humans (lleons, lleopards, guepards, etc.) i els conflictes amb elefants. La depredació del bestiar per part dels depredadors africans està ben documentada a Kenya, Namíbia, Botswana i molt més. Els elefants africans topen sovint amb els humans, ja que en les seves migracions de llarga distància sovint es creuen amb les granges. Els danys resultants a les collites, a la infraestructura i, de vegades, a les persones, poden provocar la mort per represàlies d'elefants per part dels locals.
El 2017 es van registrar més de 8.000 incidents de conflictes humans-fauna salvatge només a Namíbia. Les hienes van matar més de 600 caps de bestiars a la regió de Zambezi de Namíbia entre el 2011 i el 2016 i es van produir més de 4.000 incidents de danys a les collites, principalment causats per elefants que es movien per la regió.

### Amèrica del Nord
Els casos de conflicte entre la vida silvestre i l'ésser humà són generalitzats a Amèrica del Nord. A Wisconsin, Estats Units, la depredació de bestiar per part dels llops és un problema important que va resultar en la lesió o la mort de 377 animals domèstics durant un període de 24 anys. Es van registrar incidents similars a l'ecosistema a l'entorn del parc de Yellowstone, amb informes de llops que van matar mascotes i bestiar. Els centres urbans en expansió han creat conflictes creixents entre humans i fauna salvatge, amb interaccions entre humans i coiots i pumes documentats a ciutats de Colorado i Califòrnia, respectivament, entre d'altres. Els grans felins són una font similar de conflicte al centre de Mèxic, on els informes de depredació del bestiar són generalitzats, mentre que també es van observar interaccions entre humans i coiots a les ciutats canadences.

### Amèrica del Sud
Com passa en la majoria dels continents, la depredació del bestiar per part dels animals salvatges és la font principal de conflictes amb els humans a Amèrica del Sud. Les morts de guanacos per part de depredadors (especialment pumes), a la Patagònia, a Xile - que posseeixen un valor econòmic i cultural a la regió - han creat tensions entre els ramaders i la vida salvatge. L'única espècie d'ós sud-americà, l'ós andí, s'enfronta a disminucions de població a causa d'un conflicte similar amb els propietaris de bestiar en països com l'Equador.

### Antàrtida
El primer cas de mort a causa de conflictes humans i animals salvatges a l'Antàrtida es va produir el 2003 quan una foca lleopard va arrossegar un biòleg marí britànic amb snorkel sota l'aigua a causa del qual es va ofegar.

### Àsia
Amb una població humana que augmenta ràpidament i una elevada biodiversitat, les interaccions entre persones i animals salvatges són cada vegada més prevalents. Igual com passa amb els depredadors humans a l'Àfrica, les topades entre tigres, persones i el seu bestiar són un tema destacat al continent asiàtic. Els atacs contra humans i el bestiar han agreujat importants amenaces per a la conservació del tigre, com ara la mortalitat, l'eliminació d'individus de la natura i les percepcions negatives dels animals dels locals. Fins i tot els conflictes amb animals que no són depredadors també són freqüents, i els atacs de cultius pels elefants i els macacs persisteixen tant en entorns rurals com urbans, respectivament.
A Sri Lanka, per exemple, cada any moren fins a 80 persones víctimes dels elefants i més de 230 elefants són morts pels agricultors. L'elefant de Sri Lanka està en perill d'extinció i només queden entre 2.500 i 4.000 individus en estat salvatge.

### Europa
El conflicte entre humans i fauna salvatge a Europa inclou interaccions entre les persones i els carnívors i els herbívors. S'ha demostrat que diversos depredadors com els cérvols, senglars, rosegadors i estornells danyen els cultius i els boscos. Els carnívors, com els rapinyaires i els ossos, generen conflictes amb els humans en menjar peixos de granja o en estat salvatge, mentre que d'altres com els linxs i els llops ataquen el bestiar. Fins i tot casos menys evidents de conflicte entre humans i fauna salvatge poden causar pèrdues substancials; Les col·lisions de 500.000 cérvols a Europa (i d'1-1,5 milions a Amèrica del Nord) van provocar 30.000 ferits i 200 morts.

### Oceania
A l'illa de K’gari-Fraser, a Austràlia, els atacs de dingos salvatges contra humans (inclosa la mort d'un nen) van crear una crisi que va requerir una intervenció científica per gestionar-la. A Nova Zelanda, la desconfiança i el disgust per la reintroducció d'ocells depredadors (com el falcó neozelandès) en paisatges de vinya van provocar tensions entre la gent i la fauna salvatge dels voltants. En casos extrems, s'ha informat que les aus grans atacaquen les persones que s'acosten als seus nius, essent el conflicte amb garses australianes en zones suburbials com un dels exemples més coneguts. Fins i tot s'ha documentat un conflicte en entorns urbans, amb el desenvolupament que augmenta la freqüència de les interaccions amb pòssums a Sydney.

### Ecosistemes marins
El conflicte entre l'home i la vida salvatge no es limita als ecosistemes terrestres, sinó que també preval als oceans del món. Com passa amb els conflictes terrestres, els conflictes en els ambients aquàtics són increïblement diversos i s'estenen per tot arreu. A Hawaii, per exemple, un augment de foques monjos a les illes ha creat un conflicte entre locals que creuen que les foques "pertanyen" i les que no. Els depredadors marins com les orques i els ossos marins competeixen amb la pesca per obtenir aliments i recursos, mentre que altres com els taurons blancs tenen un historial en ferir i matar humans. Tot i que moltes de les causes del conflicte entre la vida humana i la vida salvatge són les mateixes entre els ecosistemes terrestres i marins (depredació, competència, lesions humanes, etc.), els entorns oceànics estan menys estudiats i els enfocaments de gestió sovint difereixen.

## Estratègies de mitigació

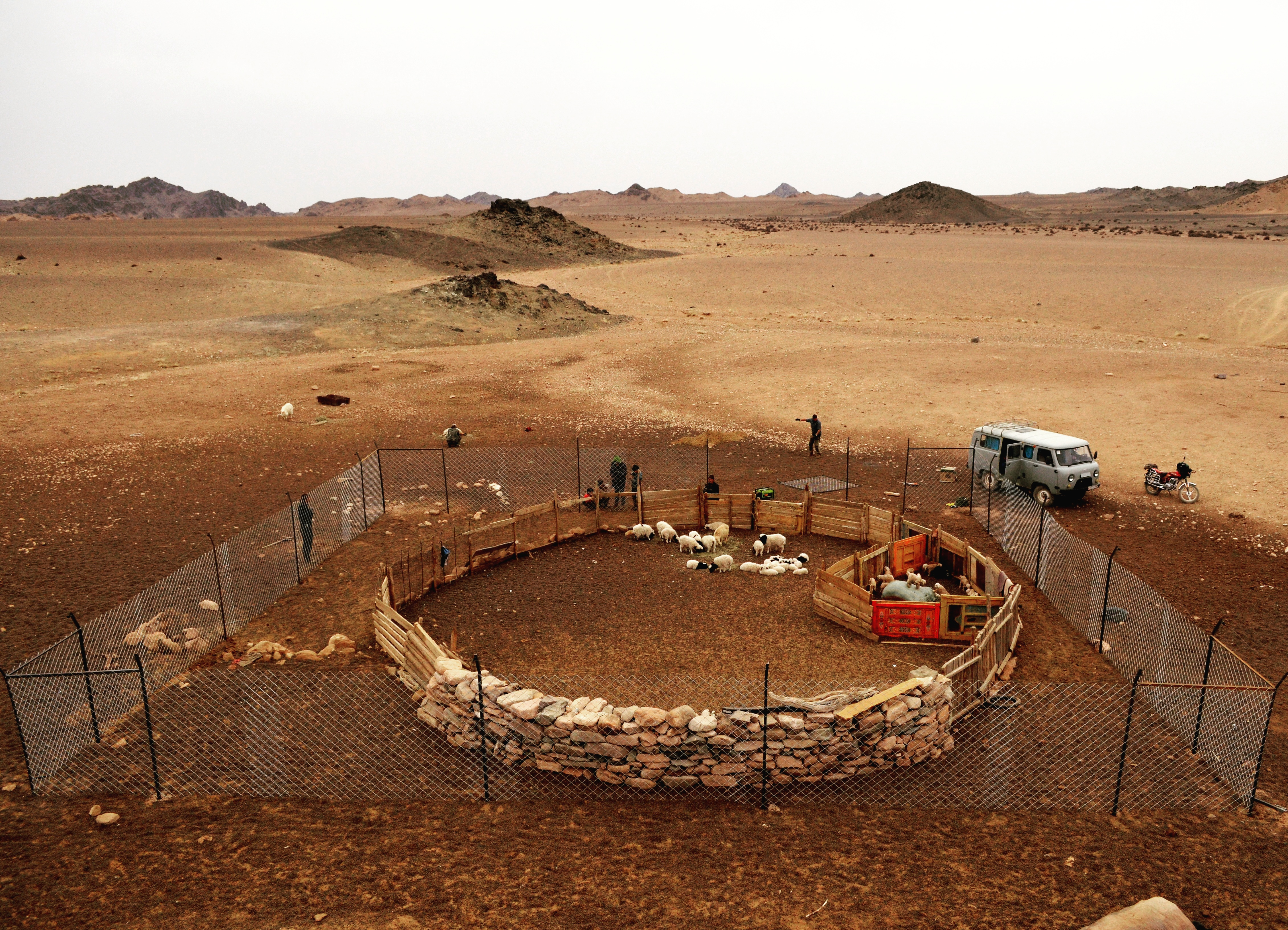
Un corral tradicional envoltat d'un tancat a prova de depredadors al sud del desert del Gobi, Mongòlia, per protegir el bestiar de panteres de les neus i llops

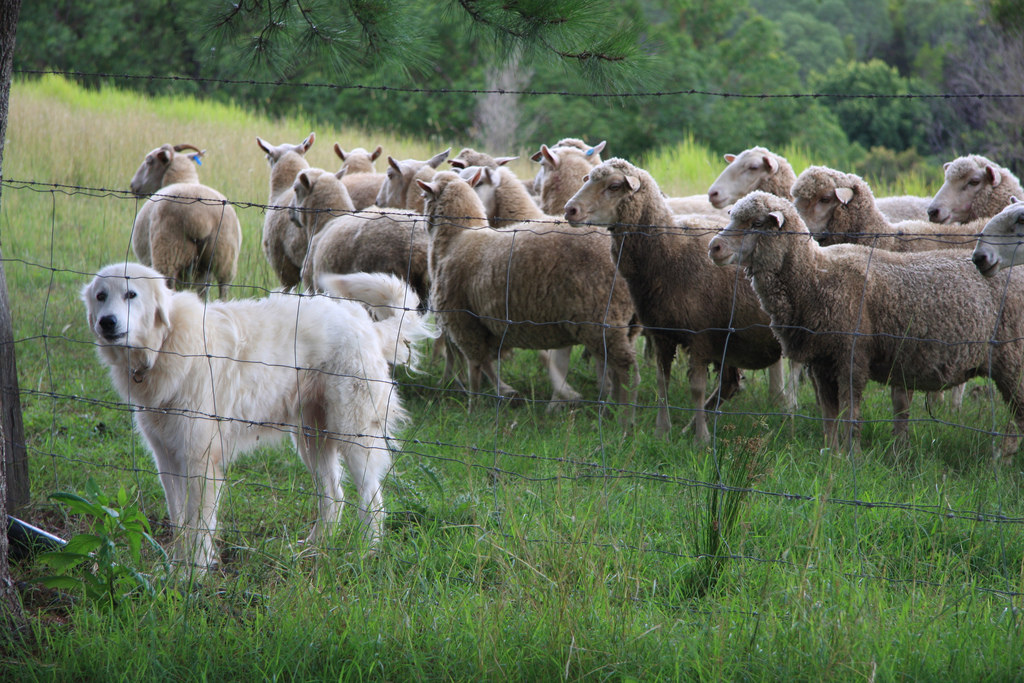
Un gos guardià de bestiar amb el seu ramat d'ovelles a Austràlia

Les estratègies de mitigació per gestionar els conflictes entre les comunitats humanes i la fauna varien significativament segons la ubicació i el tipus de conflicte. La preferència sempre és per a mesures de prevenció passives i no intrusives, però sovint cal fer també una intervenció activa. Independentment de l'enfocament, les solucions amb més èxit són aquelles que inclouen les comunitats locals en la planificació, la implementació i el manteniment. Per resoldre conflictes, per tant, sovint cal un pla regional d'actuació amb una resposta adaptada a la crisi específica. Les tècniques de gestió que s'utilitzen amb freqüència per mitigar els conflictes són diverses, entre les quals:
- Translocació d'animals problemàtics: traslladar els anomenats animals "problemàtics" d'un lloc de conflicte a un altre de nou és una tècnica de mitigació utilitzada en el passat, tot i que investigacions recents han demostrat que aquest enfocament pot tenir impactes perjudicials sobre les espècies i és en gran part ineficaç.[42] La translocació pot disminuir les taxes de supervivència i provocar moviments de dispersió extrems per a una espècie i sovint els animals "problemàtics" reprenen els comportaments conflictius a la seva nova ubicació.[43]
- Muntatge de tanques o altres barreres: s'ha demostrat que l'aixecament de barreres diverses i tancats elèctrics al voltant de corrals, estables[11] i arnes d'abelles[44] bé com la creació de diferents passadissos de vida salvatge[45] són mesures dissuasives eficaces i rendibles per mitigar els conflictes entre la vida salvatge i la vida humana.
- Millorar l'educació comunitària i la percepció dels animals: les diverses cultures tenen infinitat de punts de vista i valors associats al món natural, i la forma en què es percep la vida salvatge pot tenir un paper a l'hora d'aguditzar o alleujar els conflictes. En una comunitat Masaai on matar lleons era una font d'status per a homes joves, els conservacionistes van treballar amb els líders de la comunitat per canviar les percepcions i permetre que aquests joves aconseguissin el mateix reconeixement social protegint els lleons.[40]
- Planificació efectiva de l'ús del territori: l'alteració de les pràctiques d'ús del sòl pot ajudar a mitigar els conflictes entre humans i animals que fan atacs de cultius. Per exemple, a Moçambic, les comunitats van començar a cultivar més plantes de pebrot després de descobrir que als elefants no els agraden i eviten les plantes que contenen capsaïcina. Aquest mètode creatiu i eficaç dissuadeix els elefants de trepitjar els camps de pagesos de la comunitat i també protegeix l'espècie.[46]
- Compensacions: en alguns casos, s'han establert sistemes governamentals per oferir una compensació monetària per les pèrdues provocades per la fauna salvatge. Aquests sistemes busquen dissuadir la necessitat de matances d'animals per represàlies i incentivar econòmicament la coexistència d'éssers humans amb la fauna salvatge.[47] Per nomenar algunes, s'han emprat estratègies de compensació a l'Índia,[48] Itàlia[47] i Sud-àfrica.[49] L'èxit de la compensació en la gestió d'aquests conflictes és molt variable i s'han donat casos de fracàs degut a indemnitzacions insuficients, manca de participació local o la incapacitat del govern de proporcionar pagaments puntuals.[47][48]
- Anàlisi espacial i mapeig de les àrees de conflicte: cartografiar les interaccions i crear models espacials ha sigut una estrègia reeixida en la mitigació del conflicte entre humans i carnívors i el conflicte entre humans i elefants, entre d'altres. A Kenya, per exemple, l'ús de sistemes d'informació geogràfica basats en quadrícules en col·laboració amb anàlisis estadístiques senzilles va permetre als conservacionistes establir un predictor eficaç del conflicte entre humans i elefants.[50]

- Gos de protecció de ramats: L'ús de gossos guardians per protegir el bestiar contra la depredació ha estat eficaç per mitigar els conflictes humans-carnívors a tot el món. Una revisió recent va trobar que el 15,4% dels casos d'estudi que investigaven conflictes humans-carnívors utilitzaven gossos guardians de bestiar com a tècnica de maneig, amb pèrdues d'animals 60 vegades inferiors a la norma.[51]

## Dimensions ocultes del conflicte
El conflicte humà amb la vida salvatge també té un ventall de dimensions "ocultes" que normalment no es tenen en compte quan es focalitza en les conseqüències visibles. Aquests poden incloure impactes sobre la salut, costos d'oportunitat i costos de transacció. Els estudis de casos inclouen treballs sobre elefants al nord-est de l'Índia, on les interaccions entre els humans i els paquiderms es correlacionen amb l'augment de la ingesta d'alcohol per part dels guardians de les collites, amb la consegüent mortalitat augmentada en les interaccions i qüestions relacionades amb el gènere al nord de l'Índia. A més, la investigació ha demostrat que la por causada per la presència de depredadors pot agreujar el conflicte entre la vida humana i la vida salvatge més que no pas els danys reals produïts per les trobades.